# Warnachaire II
Pour les articles homonymes, voir Garnier.
Warnachaire II ou Garnier II, mort en 627, est un aristocrate franc de l'époque mérovingienne, maire du Palais du royaume de Bourgogne de 612 à sa mort, et du royaume d'Austrasie de 613 à 614.

## Biographie
Warnachaire commence sa carrière sous la minorité de Thierry II, roi de Bourgogne à partir de 595, la régence étant détenue par Brunehilde (Brunehaut), grand-mère du roi.
Il devient maire du palais en 612, juste après la réunification de l'Austrasie et de la Bourgogne, du fait de la mort de Thibert, roi d'Austrasie.
Thierry II étant mort peu après, à l'avènement du jeune Sigebert II, Warnachaire prend la tête du mouvement de rébellion des grands de Bourgogne contre la politique centralisatrice de la reine Brunehilde.
Il trahit celle-ci en 613 en faveur du roi de Neustrie Clotaire II, qu'il laisse envahir la Bourgogne et l'Austrasie et exécuter Brunehilde, Sigebert et son frère Corbus. En 616, Clotaire II renouvelle par écrit sa promesse de respecter l'autonomie burgonde devant Warnachaire et les principaux grands du royaume, laïcs et évêques, réunis à Bonneuil-sur-Marne. Il épouse en secondes noces Berthe, probablement fille de Clotaire II. Il a une fille qui épouse Arnebert.
Clotaire ayant ainsi réussi à réunifier le regnum francorum, Warnachaire continue d'assurer le majorat du palais de Bourgogne jusqu'à sa mort vers 626/627. Un de ses fils d'un premier mariage nommé Godin épouse alors sa veuve et semble avoir voulu lui succéder comme maire du palais. Clotaire II en conçoit une grande colère (pour des raisons religieuses mais aussi politiques, puisque Godin a voulu de cette façon forcer la main du roi) et le fait assassiner. Les grands de Bourgogne font alors savoir à Clotaire II qu'ils ne souhaitent par reconduire l'un des leurs comme maire du palais, c'est pourquoi le successeur de Warnachaire, Flaohoad, n'arrive au pouvoir qu'en 642.
Avant son décès, il lègue tous ses biens aux pauvres et au prieuré Saint-Victor de Genève.